# Zeche Gutglück (Hattingen)
Die Zeche Gutglück in Hattingen-Niederwenigern ist ein ehemaliges Steinkohlenbergwerk. Über das Bergwerk wird nur wenig berichtet.

## Bergwerksgeschichte
Bereits im Jahr 1842 wird das Bergwerk in den Unterlagen erwähnt. Im Jahr 1849 ging das Bergwerk im Stollenbau in Betrieb. Das Stollenmundloch des Stollens befand sich an der Isenbergstraße in der Nähe der Einmündung zur Straße Am Krempel. Das Stollenmundloch wurde später durch Straßenbaumaßnahmen verschüttet. Danach war das Bergwerk vermutlich viele Jahre außer Betrieb, denn 1867 wurde es wieder in Betrieb genommen. Aus diesem Jahr stammen auch die ersten Förderzahlen des Bergwerks, es wurden 19.098 Scheffel Steinkohle gefördert. Im Jahr 1869 wurden 830 Tonnen Steinkohle gefördert. Die einzigen bekannten Belegschaftszahlen stammen aus dem Jahr 1871, als mit drei Bergleuten 1477 Tonnen Steinkohle gefördert wurden. Im darauffolgenden Jahr wurde die Zeche Gutglück stillgelegt.